# Кирово (Краснокутский район)
Кирово — село Краснокутского района Саратовской области, в составе Усатовского сельского поселения.
Основано в 1855 году как немецкая колония Гнаденфельд
Население — 762 (2010)

## История
Село было образовано в 1855 году выходцами из правобережных колоний Моор, Шваб, Норка, Гримм, Денгоф, Бальцер, Шиллинг. Немецкая колония сначала Нижне-Ерусланской, затем — в Гуссенбахской волости Новоузенского уезда Самарской губернии
В 1910 году в селе Гнаденфельд проживали немцы лютеране, реформаты и баптисты. Количество надельной земли удобной показано 5215 десятин, неудобной — 184 десятин. Село имело молитвенный дом, церковно-приходское училище, 2 ветряных мельницы. Село Гнаденфельд относилось к лютеранскому приходу Брунненталь. После 1914 года использовалось название «Ключи», как и у материнской колонии Моор (Ключи).
В период существования Республики немцев Поволжья село входило в Краснокутский кантон, с 1935 — в Экгеймский кантон, административный центр Гнаденфельдского сельсовета.
В голод в Поволжье в селе родилось 105, умерли 113 человек. В 2006 году в селе имелись кооперативная лавка, сельскохозяйственные кооперативное и кредитное товарищества, начальная школа, сельсовет
В 1927 году постановлением ВЦИК «Об изменениях в административном делении Автономной С. С. Р. Немцев Поволжья и о присвоении немецким селениям прежних наименований, существовавших до 1914 года» село Моор Красно-Кутского кантона переименовано в Гнаденфельд.
В сентябре 1941 года немецкое население было депортировано. После ликвидации АССР немцев Поволжья село, как и другие населённые пункты Экгеймского кантона включено в состав Саратовской области. Впоследствии вновь переименовано в Кирово.

## Физико-географическая характеристика
Село расположено на юго-западе Краснокутского района в Низком Заволжье, в пределах Сыртовой равнины, относящейся к Восточно-Европейской равнине, у истоков реки Солянка (приток Еруслана). Рельеф — полого-увалистый. В границах села имеются пруды. Почвы каштановые. Почвообразующие породы — пески.
По автомобильным дорогам расстояние до административного центра сельского поселения села Усатово — 15 км, до районного центра города Красный Кут — 37 км, до областного центра города Саратов — 160 км.
Климат
Климат умеренный континентальный (согласно классификации климатов Кёппена — Dfa). Среднегодовая температура воздуха положительная и составляет + 6,9 °C. Средняя температура января — 9,9 °С, июля + 23,1 °С. Многолетняя норма осадков — 407 мм. В течение года количество выпадающих осадков распределено относительно равномерно: наименьшее количество осадков выпадает в марте (23 мм), наибольшее — в июне (42 мм).
Часовой пояс
Кирово, как и вся Саратовская область, находится в часовой зоне МСК+1. Смещение применяемого времени относительно UTC составляет +4:00.

## Население
| 1859  | 1872  | 1889  | 1897  | 1905  | 1910  | 1920  |
| ----- | ----- | ----- | ----- | ----- | ----- | ----- |
| 365   | ↗760  | ↗1031 | ↗1077 | ↗1814 | ↗1865 | ↘1594 |
| 1922  | 1926  | 1931  | 2002  | 2010  |       |       |
| ↗1633 | ↗1668 | ↗1763 | ↘799  | ↘762  |       |       |

| 2002 |
| ---- |
| 799  |

Национальный состав
Согласно результатам переписи 2002 года большинство населения составляли русские (54 %) и казахи (31 %).
В 1931 году немцы составляли 100 % населения села.

## Инфраструктура
В селе имеются средняя образовательная школа, дом культуры, отделение связи.